# 情熱 (鹿内孝の曲)
情熱（じょうねつ）は、1975年にシングルとして発売された鹿内孝の曲である。コロムビアレコード移籍第一弾の曲である。

## タイアップ
日本テレビ系（読売テレビ製作）ドラマ「冬の陽」の主題歌。B面「真冬のブルース」は、同ドラマ挿入歌。

## 収録
- 情熱（作詞：万里村ゆき子 作曲・編曲：坂田晃一）
- 真冬のブルース（作詞：万里村ゆき子 作曲：坂田晃一 編曲：小六禮次郎）